# کورت اشتپل
کورت اشتپل (انگلیسی: Kurt Stöpel; ۱۲ مارس ۱۹۰۸ – ۱۱ ژوئن ۱۹۹۷) دوچرخه‌سوار اهل آلمان بود.